# Valerie Thys
Valerie Thys (Wilrijk, 9 oktober 1975) is een Belgische televisie- en radiopresentatrice, voice-over en weervrouw.

## Carrière
Ze startte haar carrière in 2005 op de reiszender Liberty TV, waarna ze de overstap maakte naar Vitaya om er onder meer het kookprogramma Chefs aan Huis en Battle of the cooks te presenteren. Ondertussen werd ze ook het gezicht van de Nederlandstalige Lotto-trekking op de VRT. Ze is ook de vaste stem van de Euromillions-trekking op de VRT. Ze presenteerde op TV Limburg elke week het economische programma en het lifestyle-programma De smaak van Genk.
Zij werkte achter de schermen voor het productiehuis van Goedele Liekens, Jokfoe als productieassistente voor de programma's Recht van Antwoord, De Leeuwenkuil, De Zonnekinderen, De Planckaerts. Zij heeft als moedertalen zowel het Nederlands als het Frans en spreekt daarnaast vloeiend Engels.
Hierdoor werd ze ook in 2009 door de RTBF gevraagd om het weerbericht te presenteren op La Une in het Frans. Ze volgde een interne opleiding bij de RTBF in samenwerking met het KMI en Meteogroup onder leiding van Jean-Charles Beaubois hoofd departement weer bij de RTBF. In 2010 werd ze de weervrouw van de Vlaamse zender Radio Nostalgie. Ze presenteerde ook het weerbericht op het voormalige VT4, nu bekend als VIER, in het programma Vlaanderen Vandaag.
Ze is sinds 2005 actief als presentatrice op VRT en RTBF van onder andere de Euromillions-trekkingen, en vandaag ook op Kanaal Z. Daarnaast leent ze haar stem als voice-over en podcasthost en staat ze op het podium als bedrijfspresentatrice, moderator en Master of Ceremony tijdens corporate events.
In juli 2021 kreeg ze in Londen de prijs “Woman in Media” van Wintrade Global voor haar carrière als presentatrice.
In 2023 lanceerde ze de public speaking trainingspodcastserie Smile you have the Floor onder haar podcast Valerie Thys Presents.